# 春日部郵便局
春日部郵便局（かすかべゆうびんきょく）
- 埼玉県春日部市にある郵便局。本記事にて記述する。
- 兵庫県丹波市にある郵便局。局番号は43360。

春日部郵便局（かすかべゆうびんきょく）は埼玉県春日部市にある郵便局。民営化前の分類では集配普通郵便局であった。

## 概要
住所：〒344-8799 埼玉県春日部市中央1-52-7

### 併設施設
- ゆうちょ銀行春日部店（さいたま支店春日部出張所）：取扱店番号030070

## 沿革・歴史
- 1872年8月4日（明治5年7月1日） - 粕壁郵便取扱所として開設[1]。
- 1873年（明治6年） - 粕壁郵便役所となる[1]。
- 1875年（明治8年）1月1日 - 粕壁郵便局（四等）となる。同年10月2日より為替取扱を開始[1]。
- 1879年（明治12年）3月10日 - 貯金取扱を開始[1]。
- 1893年（明治26年）1月21日 - 粕壁郵便電信局となる[1]。
- 1903年（明治36年）4月1日 - 通信官署官制の施行に伴い粕壁郵便局となる[1]。
- 1944年（昭和19年）4月11日 - 春日部郵便局に改称[2]。
- 1950年（昭和25年）9月1日 - 国際電報の受付および配達事務を開始[3]。
- 1956年（昭和31年）
  - 3月16日 - 武里郵便局から集配業務を移管。
  - 11月16日 - 電話通話および電報受付事務を除く電気通信業務の取扱を、春日部電報電話局に移管。
- 1957年（昭和32年）11月16日 - 特定郵便局から普通郵便局に局種別改定。
- 1966年（昭和41年）10月1日 - 東武伊勢崎線を経由する鉄道郵便輸送（東京伊勢崎線）が廃止[4]。専用自動車に転換。
- 1972年（昭和47年）2月1日 - 切手保管箱がこじ開けられ、288万円相当の切手などが盗難される[5]。
- 1994年（平成6年）7月1日 - 外国通貨の両替および旅行小切手の売買に関する業務取扱を開始。
- 2007年（平成19年）10月1日 - 民営化に伴い、併設された郵便事業春日部支店、ゆうちょ銀行春日部店に一部業務を移管。
- 2012年（平成24年）10月1日 - 日本郵便株式会社発足に伴い、郵便事業春日部支店を春日部郵便局に統合。

## 取扱内容

### 春日部郵便局
- 郵便、印紙、ゆうパック、内容証明
- 生命保険、バイク自賠責保険、自動車保険、がん保険、引受条件緩和型医療保険
- 春日部市の内、旧春日部市域の集配業務
- ゆうゆう窓口

### ゆうちょ銀行春日部店
- 貯金、貸付、為替、振替、振込、国際送金、外貨両替、国債、投資信託、変額年金保険
- ATM

## 周辺
- 春日部市役所
- 春日部市立医療センター
- ララガーデン春日部
- 国道4号
- 国道16号

## アクセス
- 東武伊勢崎線・野田線 春日部駅（西口）から徒歩約5分
- 朝日バス 市役所停留所下車
- 東北自動車道 岩槻ICから北東へ約8km
- 駐車場あり：12台